# Унитарианство
Унитарианството (също унитарианизъм) е християнско теологично движение, което се отличава с вяра в Господ като една личност, вместо като троица. Унитарианците вярват, че Иисус е боговдъхновен от моралното учение на Господ и е спасител, но не е божество или превъплъщение на Бог. Унитарианството не представлява една единствена деноминация, а по-скоро се отнася до множество съществуващи и вече изчезнали християнски групи, споделящи общата теологична идея на единството на Господ.
Докато безкомпромисният теологичен монотеизъм в същината на християнството го различава от големите християнски деноминации, унитарианството е по-близко до монотеистичните разбирания за Господ в юдаизма и идеята за таухид в исляма. Мюсюлманите смятат, че християнското унитарианство обхваща единното монотеистично божествено послание на Господ, увековечено чрез авраамическите религии, предшестващи исляма.
Унитарианството е известно и с това, че отхвърля няколко западнохристиянски доктрини, включително тези за първородния грях, предопределеността и библейската непогрешимост. Унитарианското движение е по-тясно свързано с радикалните критики на Реформацията. Организирано е за пръв път по това време в Източна Европа, но днес унитариански общности има на повечето континенти. Движението се развива почти едновременно в Жечпосполита и в Княжество Трансилвания през средата на 16 век. Сред привържениците му се открояват значителен брой италианци. До 18 век унитарианците са подлагани на гонения из Европа. В САЩ, унитарианството тръгва от региона на Нова Англия.
Унитарианците наблягат върху съществената роля на разума при тълкуването на свещените писания, следователно свободата на съвестта и свободата на амвона са основните ценности в традицията му. Постоянното учение и новите преживявания могат да доведат до нови познания относно практикуването на религията в общността. В различен контекст, унитарианците се стремят да утвърдят използването на разума в религията и свободата на съвестта. Някои автори класифицират унитарианството като либерална църква.